# Edizioni Casagrande
Edizioni Casagrande S.A. è una casa editrice svizzera di lingua italiana con sede a Bellinzona, città capoluogo del Canton Ticino.

## Storia
Nel 1924 la famiglia Casagrande aprì una libreria a Bellinzona; tale esperienza fu la base da cui, nel 1949, Libero Casagrande fondò la propria casa editrice. Nel 1950 venne pubblicato il primo libro, con l'ausilio di una piccola tipografia impiantata all'interno dei locali della libreria, rimasta attiva fino al 1956, anno in cui si trasferì nei locali del civico 16 di via Nocca, sempre a Bellinzona. Nel 1975 Casagrande fu tra i promotori della riorganizzazione dell'Istituto Editoriale Ticinese.
La casa editrice è largamente impegnata nella pubblicazione di testi sull'arte e sulla storia della Svizzera italiana ed è tra i promotori della kermesse Babel, Festival di letteratura e traduzione, che si svolge a Bellinzona.

## Produzione

### Autori pubblicati
Il catalogo delle Edizioni Casagrande comprende (tra le altre) le opere di Paul Auster, John Berger, Piero Chiara, Pietro De Marchi, Carlo Dionisotti, Friedrich Dürrenmatt, Max Frisch, Friedrich Glauser, Eugène Ionesco, Philippe Jaccottet, Ágota Kristóf, Pierre Lepori, Hugo Loetscher, Franco Loi, Alberto Nessi, Giorgio Orelli, Giovanni Orelli, Laura Pariani, Giovanni Pozzi, Fabio Pusterla, Antonio Rossi, Jean Starobinski, Matteo Terzaghi, David Maria Turoldo, Carlo Villa, Robert Walser e Andrea Zanzotto.

### Collane
- "Itinerari"
- "Arte e monumenti della Lombardia prealpina"
- "Strumenti storico-bibliografici"
- "Testi e documenti di storia ticinese"
- "Collana di storia"
- "Storia svizzera - storia ticinese"
- "Manuale di storia grigione"
- "Ticino ducale"
- "Biblioteca dell'Archivio storico ticinese"
- "Quaderni blenesi"
- "Uomini e idee"
- "Storia locale"
- "Briciole di storia bellinzonese"
- "Nuova antologia"
- "Saggi", dal 2003
- "Studi, testi, strumenti"
- "Testimoni allo specchio"
- "Testimonianze radiotelevisive"
- "Orizzonti"
- "Il nostro tempo"
- "Alfabeti"
- "Scrittori"
- "CH"
- "Instant book"
- "La salamandra"
- "Versanti"
- "La sfera"
- "Ricerca e formazione"
- "Libri per ragazzi"
- "Scolastica"
- "Architettura"
- "Disegno, scultura, pittura, restauro"
- "Quaderni di Villa dei Cedri"
- "Edizioni di Pagine d'arte"
- "Quaderni di Biolda"
- "Ars Helvetica"
- "Gli innesti"
- "Le riproposte"
- "Le voci"
- "Libri di pregio, per bibliofili e fuori commercio"
- "Il Polifilo", dedicata alla distribuzione in Svizzera di alcuni titoli della omonima casa editrice milanese
- "Carteggi di Carlo Cattaneo", in co-edizione con Le Monnier

### Stampa periodica
Edizioni Casagrande pubblica alcuni periodici a diffusione nazionale, perlopiù a tema storico-artistico-letterario:
- Archi, rivista bimestrale di architettura e urbanistica.
- Rivista di Bellinzona, mensile fondato nel 1969.
- Archivio storico ticinese, semestrale fondato nel 1960 da Virgilio Gilardoni.
- Materiali e documenti ticinesi, trimestrale in stampa dal 1975 al 2006.
- Rivista per le Medical Humanities, trimestrale fondato nel 2007.
- Viceversa Letteratura, rivista annuale fondata nel 2007.